# Mahō Shōjo ni Akogarete
Mahō Shōjo ni Akogarete (Nhật: 魔法少女にあこがれて) là một bộ manga tiếng Nhật do Ononaka Akihiro sáng tác và đăng tải trên trang web Storia Dash của Takeshobo từ tháng 3 năm 2019. Phiên bản anime do Asahi Production sản xuất được lên sóng truyền hình từ tháng 1 năm 2024. Mùa thứ hai đã được công bố.

## Nhân vật

### Enormeeta
Hiiragi Utena (柊 うてな) / Magia Baiser (マジアベーゼ Majia Bēze)
Lồng tiếng bởi: Izumi Fuka
Araga Kiwi (阿良河 キウィ) / Leopard (レオパルト Reoparuto)
Lồng tiếng bởi: Aoi Koga
Morino Korisu (杜乃 こりす) / Nero Alice (ネロアリス Nero Arisu)
Lồng tiếng bởi: Sugiura Shiori 
Akoya Matama (阿古屋 真珠) / Loco Musica (ロコムジカ Roko Mujika)
Lồng tiếng bởi: Aisaka Yūka
Anemo Nemo (姉母 ネモ) / Leberblume (ルベルブルーメ Ruberuburūme)
Lồng tiếng bởi: Tsuda Minami 
Venalita (ヴェナリータ Venarīta)
Lồng tiếng bởi: Fukuen Misato 
Sister Gigant (シスタギガント Shisuta Giganto)
Lồng tiếng bởi: Inoue Kikuko

### Ma pháp thiếu nữ (Tres Magia)
Hanabishi Haruka (花菱 はるか) / Magia Magenta (マジアマゼンタ Majia Mazenta)
Lồng tiếng bởi: Maeda Kaori 
Minakami Sayo (水神 小夜) / Magia Azure (マジアアズール Majia Azūru)
Lồng tiếng bởi: Kazama Mayuko 
Tenkawa Kaoruko (天川 薫子) / Magia Sulfur (マジアサルファ Majia Sarufa)
Lồng tiếng bởi:  Ikeda Misaki
Vatz (ヴァーツ Vātsu)
Lồng tiếng bởi: Asumi Kana 

### Khác
Imita Shion (忌田 シオン) / Imitatio (イミタシオ Imitashio) / Lord Enorme (ロードエノルメ Rōdo Enorume)
Lồng tiếng bởi: Hikasa Yōko

## Manga
Bộ truyện do Ononaka Akihiro sáng tác và đăng tải trên trang web Storia Dash của nhà xuất bản Takeshobo vào ngày 29 tháng 3 năm 2019. Truyện từng được đăng trong Manga Life Storia cho đến khi tạp chí này ngừng hoạt động vào tháng 6 năm  2019.
Tại Bắc Mỹ, bộ truyện do J-Novel Club ấn hành và tập đầu tiên ra mắt vào tháng 6 năm 2022. Truyện cũng được Coolmic phát hành trực tuyến và lấy nhan đề là I Admire Magical Girls, and....
Danh sách tập truyện
| #  | Ngày phát hành Nhật | ISBN Nhật         |
| -- | ------------------- | ----------------- |
| 1  | 30 tháng 1, 2019    | 978-4-8019-6809-7 |
| 2  | 30 tháng 4, 2020    | 978-4-8019-6862-2 |
| 3  | 30 tháng 9, 2020    | 978-4-8019-7073-1 |
| 4  | 27 tháng 2, 2021    | 978-4-8019-7212-4 |
| 5  | 29 tháng 7, 2021    | 978-4-8019-7372-5 |
| 6  | 27 tháng 12, 2021   | 978-4-8019-7507-1 |
| 7  | 30 tháng 5, 2022    | 978-4-8019-7635-1 |
| 8  | 17 tháng 10, 2022   | 978-4-8019-7879-9 |
| 9  | 16 tháng 3, 2023    | 978-4-8019-7976-5 |
| 10 | 17 tháng 8, 2023    | 978-4-8019-8118-8 |
| 11 | 3 tháng 1, 2024     | 978-4-8019-8118-8 |

## Anime
Phiên bản anime được công bố vào tháng 3 năm 2023. Suzuki Masato và Ōtsuki Atsushi là đạo diễn của anime, Asahi Production phụ trách sản xuất hoạt họa, Kimura Noboru biên kịch, Otaki Yasuka thiết kế nhân vật, phần âm nhạc được soạn bởi Takanashi Yasuharu, Suzuki Akinari và and Johannes Nilsson. Bài hát mở đầu anime là "My Dream Girls" thể hiện bởi NACHERRY (một nhóm gồm hai giọng ca Tanaka Chiemi và Murakami Natsumi), bài hát kết thúc là "Togetoge Sadistic" (とげとげサディスティック) thể hiện bởi các nhân vật của Enormeeta. Bộ anime được lên sóng truyền hình vào ngày 3 tháng 1 năm 2024.
Vào thángg 10 năm 2024, mùa thứ hai được công bố.
Bên ngoài Nhật Bản tại các khu vực Bắc Mỹ, Úc và quần đảo Anh, Sentai Filmworks được cấp phép để phát hành anime trên nền tảng xem phim HIDIVE, Section23 Films được cấp phép phát hành băng đĩa tại gia.

#### Danh sách tập phim
| Số tập | Tựa đề                                                           | Đạo diễn         | Biên kịch       | Ngày phát sóng gốc |
| ------ | ---------------------------------------------------------------- | ---------------- | --------------- | ------------------ |
| 1      | "Aku no Onna Kanbu, Tanjō⁉" (悪の女幹部、誕生⁉)                  | Suzuki Masato    | Kimura Noboru   | 3 tháng 1, 2024    |
| 2      | "Sono Na wa, Maigia Balser" (その名は、マジアベーゼ)             | Kamiya Maki      | Yamada Yasunori | 10 tháng 1, 2024   |
| 3      | "Bakuretsu Musume Leopard" (爆裂娘レオパルト)                    | Mori Aoi         | Kimura Noboru   | 17 tháng 1, 2024   |
| 4      | "Saikyō Idol Tres Magia" (最強アイドル♥トレスマジア)             |                  | Yamada Yasunori | 24 tháng 1, 2024   |
| 5      | "Fushigi no Kuni no Neroalice" (不思議の国のネロアリス)          | Yamauchi Tomio   | Kimura Noboru   | 31 tháng 1, 2024   |
| 6      | "Tres Magia Tanjō Hiwa" (トレスマジア誕生秘話)                   | Ootsuka Takahiro | Kimura Noboru   | 7 tháng 2, 2024    |
| 7      | "Gyakkyō Azul" (逆境アズール)                                    | Kamitani Maki    | Kimura Noboru   | 14 tháng 2, 2024   |
| 8      | "Rōdo-dan, Arawaru" (ロード団、現る)                             | Mori Aoi         | Kimura Noboru   | 21 tháng 2, 2024   |
| 9      | "Idol ni Akogarete!" (アイドルにあこがれて!)                     | Suzuki Masato    | Yamada Yasunori | 28 tháng 2, 2024   |
| 10     | "Loco x Leber" (ロコ×ルベ)                                       | Yamauchi Tomio   | Kimura Noboru   | 6 tháng 3, 2024    |
| 11     | "Sekai Seifuku ni Akogarete!" (世界征服にあこがれて！)           | Kamiya Maki      | Yamada Yasunori | 13 tháng 3, 2024   |
| 12     | "Sōsui Majia Baiser no Ketsudan" (総帥マジアベーゼの決断)        | Mori Aoi         | Kimura Noboru   | 20 tháng 3, 2024   |
| 13     | "Yappari Mahō Shōjo ni Akogarete" (やっぱり魔法少女にあこがれて) | Suzuki Masato    | Yamada Yasunori | 27 tháng 3, 2024   |